# Donga (Musiker)

Donga, 1972

Donga (* 5. April 1890 in Rio de Janeiro; † 25. August 1974 ebenda),  eigentlich Ernesto Joaquim Maria dos Santos, war ein brasilianischer Musiker.

## Leben
Donga wuchs in einer musikalischen Familie auf. Sein Vater spielte Euphonium und seine Mutter war eine begeisterte Sängerin. Er selbst interessierte sich früh für das Cavaquinho und begann im Alter von 14 Jahren Gitarre bei Quincas Laranjeiras zu lernen. Donga wird die Komposition des ersten Samba Carnavalesco mit dem Titel Pelo Telefone (Über's Telefon) zugeschrieben, die im Jahre 1916 entstand. Die Klavierpartitur schrieb sein Freund Pixinguinha. Pelo Telefone wurde von der Band Oito Batutas, der beide angehörten, im Jahr 1917 auf Schallplatte aufgenommen und wurde beim Karneval in Rio 1917 ein großer Erfolg. Mit der Gruppe Oito Batutas erfolgten 1922 Auftritte in Europa. Danach gründete er zusammen mit Pixinguinha  das Orquestra Típica Donga-Pixinguinha. Neben vielen anderen namhaften Musikern arbeitete Donga auch mit dem Gitarristen João Pernambuco zusammen. 1940 nahm er unter der Leitung von Heitor Villa-Lobos neun seiner Kompositionen in den USA auf. In den 1950er Jahren folgten Auftritte mit der Gruppe Velha Guarda. Kurz nach seinem Tod 1974 wurde sein einziges Solo-Album veröffentlicht, auf dem er seine eigenen Kompositionen interpretiert.

## Diskographie
- Lamento/Amigo do povo (Orquestra Típica Pixinguinha-Donga), Parlophon 1928, 78
- Os teus beijos (Orquestra Típica Pixinguinha-Donga), Parlophon 1928, 78
- Não diga não/Carinhoso (Orquestra Típica Pixinguinha-Donga), Parlophon 1928, 78
- O meu tipo (Orquestra Típica Donga), Parlophon 1929, 78
- O corta-jaca/Pelo telefone (Conjunto Regional do Donga), Odeon 1938, 78